# Минх, Николай Григорьевич
Николай Григорьевич Минх (15 [28] марта 1912, Саратов — 2 ноября 1982, Москва) — советский композитор, аранжировщик и дирижёр, член Союза композиторов СССР, Заслуженный деятель искусств РСФСР (1973).

## Очерк биографии и творчества
Родился 15 (28) марта 1912 года в Саратове в дворянской семье (потомки выходцев из Германии) — внук председателя Саратовской губернской учёной архивной комиссии Николая Николаевича Минха.
В 1926 году окончил Пензенский музыкальный техникум по классу фортепиано. В 1926—1930 годах учился в Ленинградском музыкальном техникуме по классу фортепиано и композиции у П. Б. Рязанова.
В 1931—1940 годах пианист, аккордеонист, композитор и аранжировщик в эстрадном оркестре Л. О. Утесова.
В 1940 году при Ленинградском радиокомитете создал джаз-оркестр, музыканты которого в 1942–1945 гг. составили основу джаз-оркестра при Театре Краснознамённого Балтийского флота. Совместно с В. Л. Витлиным и Л. М. Круцем написал и поставил в блокадном Ленинграде оперетту «Раскинулось море широко» (1942). После войны вернулся к руководству джаз-оркестром Ленинградского радиокомитета, который с 1950 года выпускал аудиозаписи под брендом Эстрадный оркестр Ленинградского радио (солисткой оркестра была Зоя Рождественская). 
В 1954—1963 годах работал дирижёром Московского театра эстрады, а с 1972 года был главным дирижёром Центрального театра Советской Армии.
В 1966—1982 годах возглавлял Комиссию эстрадной музыки при Московской организации Союза композиторов СССР. По его инициативе в 1972 году при Всесоюзном доме композиторов был открыт Клуб эстрадной музыки. Выступал в общественных дискуссиях по проблемам «лёгкой музыки» (в том числе категорически возражал против практики поручения оркестровки собственного сочинения сторонним помощникам). В публицистических статьях о массовой культуре ввёл в обиход термин «песенный джаз», которым обозначал эстрадную песню с внедрёнными в неё некоторыми элементами джаза. 
Минх — автор многих песен («Пароход», «Песенка шофёра такси», «Трубочка ленинградская», «Прогулка», «Счастливая станица», «Десять дочерей») и инструментальных пьес («Ветерок с Невы», «Элегия», «Балтийский марш», фокстрот «Первый снег», сюит «Московские картинки», «Сновидения», «Дивертисмент»). Эстрадная музыка Минха часто публиковалась на грампластинках 1940-х и 1950-х годах, её исполняли Л. О. Утёсов, В. А. Козин, Л. Г. Кострица, Вокальный джаз-квартет Ленинградского радиокомитета и другие известные исполнители.
Умер 2 ноября 1982 года в Москве; похоронен на Кунцевском кладбище.

## Литературные сочинения
- Минх Н. Размышления о джазе // Советская музыка. – 1958. – № 2. – С. 42–46.
- Минх Н. Младшая сестра? Нет, старшая! // Советская музыка. – 1964. – № 2. – С. 67–69.
- Минх Н. Заметки музыканта // Советский джаз. Проблемы. События. Мастера : сборник статей / сост. и ред. А. Медведев, О. Медведева. – Москва : Советский композитор, 1987. – С. 392–404.